# Bay City (Texas)
Pour les articles homonymes, voir Bay City.
La ville de Bay City est le siège du comté de Matagorda, dans l’État du Texas, aux États-Unis. Sa population s’élevait à 17 614 habitants lors du recensement de 2010, estimée à 17 528 habitants en 2017.

## Histoire
Bay City a été fondée en 1894.

## Démographie
| Groupe            | Bay City | Texas | États-Unis |
| ----------------- | -------- | ----- | ---------- |
| Blancs            | 64,7     | 70,4  | 72,4       |
| Afro-Américains   | 16,0     | 11,9  | 12,6       |
| Autres            | 15,3     | 10,6  | 6,4        |
| Métis             | 2,5      | 2,7   | 2,9        |
| Asiatiques        | 0,8      | 3,8   | 4,8        |
| Amérindiens       | 0,7      | 0,7   | 0,9        |
| Total             | 100      | 100   | 100        |
|                   |          |       |            |
| Latino-Américains | 43,4     | 37,6  | 16,7       |

En 2010, la population latino-américaine est majoritairement composée de Mexicano-Américains, qui représentent 38,7 % de la population de Bay City.
Selon l’American Community Survey, pour la période 2011-2015, 67,88 % de la population âgée de plus de 5 ans déclare parler l'anglais à la maison et 29,94 % l'espagnol et 2,18 % une autre langue.
Le revenu par habitant était en moyenne de 22 275 dollars par an entre 2012 et 2016, inférieur à la moyenne du Texas (27 828 dollars) et à la moyenne nationale (29 829 dollars). Sur cette même période, 27,1 % des habitants de Bay City vivaient sous le seuil de pauvreté (contre 15,6 % dans l'État et 12,7 % à l'échelle des États-Unis).

## Personnalités
- Joe DeLoach (1967-), champion olympique du 200 m à Séoul, en 1988.
- Charles Austin (1968-), champion olympique du saut en hauteur à Atlanta, en 1996.

## Source
- (en) Cet article est partiellement ou en totalité issu de l’article de Wikipédia en anglais intitulé « Bay City, Texas » (voir la liste des auteurs).

1. ↑  (en) « Bay City, TX Population - Census 2010 and 2000 », sur censusviewer.com.
2. ↑  (en) « Population of Texas - Census 2010 and 2000 », sur censusviewer.com.
3. ↑  (en) « Profile of General Population and Housing Characteristics: 2010 », sur factfinder.census.gov (consulté le 3 octobre 2018).
4. ↑  (en) « Language spoken at home by ability to speak English for the population 5 years and over », sur factfinder.census.gov.
5. ↑  (en) Bureau du recensement des États-Unis, « Bay City, Texas; Texas; UNITED STATES », sur census.gov.